# ノーヴァ・シーリ
ノーヴァ・シーリ（イタリア語: Nova Siri）は、イタリア共和国バジリカータ州マテーラ県にある、人口約6,800人の基礎自治体（コムーネ）。

## 地理

### 位置・広がり

#### 隣接コムーネ
隣接するコムーネは以下の通り。括弧内のCSはコゼンツァ県（カラブリア州）所属を示す。
- カンナ (CS)
- ノカーラ (CS)
- ロッカ・インペリアーレ (CS)
- ロトンデッラ
- ヴァルシンニ

## 行政

### 分離集落
ノーヴァ・シーリには、以下の分離集落（フラツィオーネ）がある。
- Cardinale, Centomola, Cerrolongo, Chiarantana, Cugno dei Vanni, Foresta, Funno del Pastore, Laccata, Lucido, Monticello, Ospedale, Piana delle Vigne, Pantanello, Sant'Alessio, San Basile, San Megale, Santa Maria, Taverna